# Leon Czolgosz
Leon Frank Czolgosz (Alpena, 5 de maio de 1873 – Auburn, 29 de outubro de 1901) foi um ativista anarquista estadunidense de origem polonesa que em 1901 assassinou o presidente dos Estados Unidos William McKinley.
Nos últimos anos de sua trajetória Czolgosz seria profundamente influenciado pelo pensamento de teóricos do anarquismo como Emma Goldman e Alexander Berkman, bem como pela ação direta violenta do alfaiate italiano Gaetano Bresci que um ano antes havia assassinado Humberto I da Itália, com o mesmo modelo de pistola posteriormente utilizado por Gzolgosz.
Foi executado por seu crime em uma cadeira elétrica no dia 29 de outubro de 1901 na Prisão de Auburn, em Auburn, Nova Iorque. Sua execução foi uma das poucas da época a ser registrada em vídeo pelo inventor Thomas Edison.

## Infância e juventude

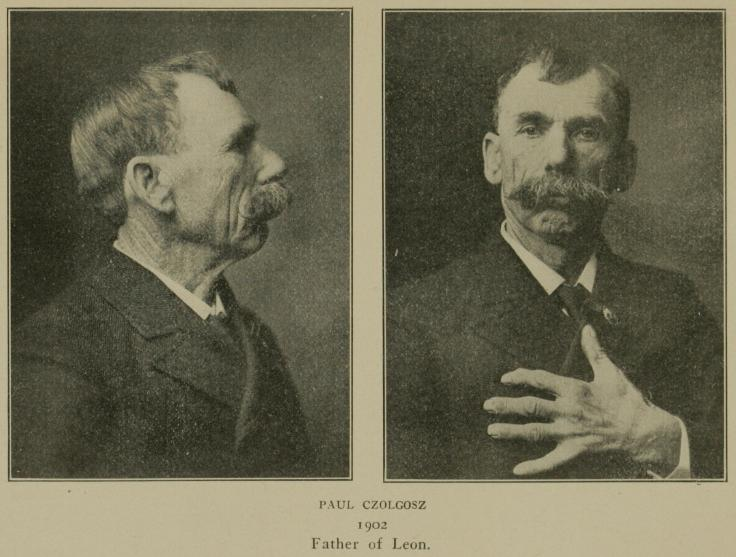
Paul Czolgosz, pai de Leon.

Um dos sete filhos de uma família de imigrantes poloneses, Czolgosz nasceu em Alpena, Michigan em 1873. Sua família se mudou para Detroit quando ele tinha cinco anos de idade. Adquirindo tempos mais tarde uma pequena fazenda em Warrensville, no estado de Ohio. Aos dez anos Czolgosz foi mandado para trabalhar como ajudante em uma metalúrgica de nome American Steel que também contratou dois de seus irmãos. Após os trabalhadores dessa fábrica entrarem em greve, ele e seus irmãos foram demitidos retornando para a fazenda da família em Warrensville. Aos dezesseis anos foi enviado para Netrolia, na Pennsylvania para trabalhar em uma fábrica de vidro, por dois anos antes de retornar a Warrensville.
Em 1898, depois de assistir a uma série de greves de diversos setores de trabalhadores (a maioria terminada em conflitos e repressão estatal), Czolgosz retornou novamente para a casa de sua família, onde teve diversos desentendimentos com sua madrasta e a família dela, adeptos das crenças da igreja católica romana. Seria dito mais tarde que Czolgosz nunca mostrara qualquer interesse por amizades ou relacionamentos românticos, principalmente pelo fato de que durante toda sua infância teria sido intimidado pela madrasta e sua família.

## Interesse pela Anarquia

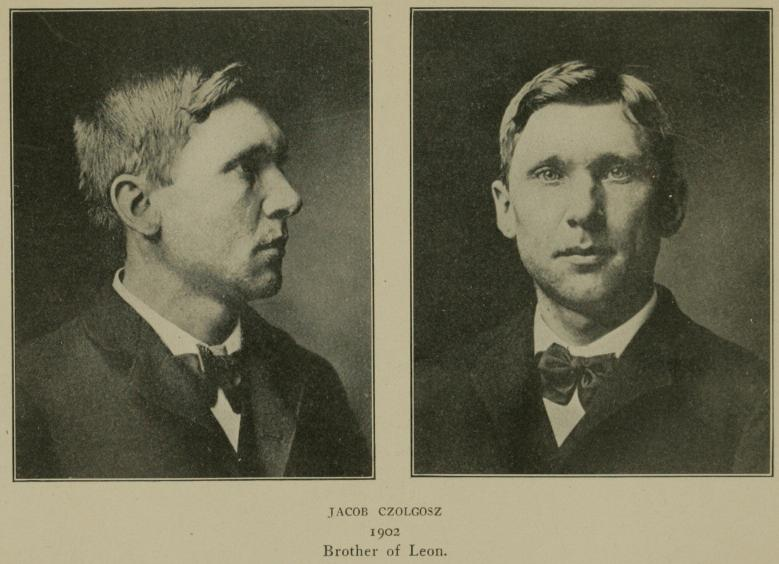
Jacob Czolgosz, irmão de Leon.

Czolgosz se tornaria um recluso passando boa parte de seu tempo sozinho lendo jornais anarquistas e outros conteúdos libertários. Impressionado depois de ouvir o discurso da pensadora radical Emma Goldman, Czolgosz viria conhecê-la em uma de suas palestras em Cleveland em 1901. Na ocasião teria se aproximado dos palestrantes e pedido indicações de leitura. Alguns dias depois, visitaria a casa de Emma Goldman em Chicago, apresentando-se como Nieman (homem novo em Alemão popular), mas Goldman estava a caminho da estação de trem. Ele apenas teria tempo de explicar a ela sobre seu desapontamento com relação aos socialistas de Cleveland, e haveria pedido para Goldman apresentá-lo aos seus amigos anarquistas com os quais iria se encontrar na estação. Posteriormente ela escreveria uma carta em defesa de Czolgosz.
Czolgosz nunca seria aceito entre quaisquer grupos anarquistas. Inclusive seu fanatismo, assim como as intenções violentas que teria demonstrado, fez com que muitos destes grupos suspeitassem de suas reais intenções; alguns até mesmo pensaram que ele poderia ser um agente infiltrado do governo. Somando-se a isso, Czolgosz foi conhecido por ter sido um Republicano (o mesmo partido que o Presidente McKinley), e até mesmo por ter votado nas eleições primárias dos Republicanos em Cleveland.
O Jornal da Sociedade Livre Radical publicaria uma nota de aviso referindo-se às leituras de Czolgosz:
A atenção dos camaradas deve se voltar a outro espião. Ele geralmente veste-se bem, tem uma altura mediana, magro, loiro, em torno de 25 anos de idade. Até o momento foi visto em Chicago e em Cleveland. Em Chicago permaneceu por pouco tempo, enquanto em Cleveland ele desapareceu quando camaradas confirmaram sua identidade diante do sentido de seu interesse pela causa, perguntando por nomes, ou solicitando ajuda em atos de violência. Se esse indivíduo aparecer em qualquer outro lugar, os camaradas estarão avisados sobre sua movimentação e poderão tomar as devidas providências.

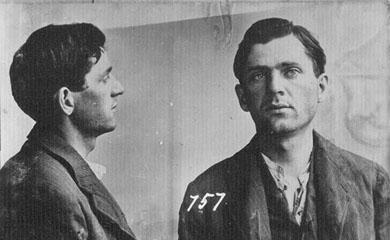
Fotos da ficha policial de Czolgosz.

A partir de suas experiências de vida, Czolgosz se viu convencido da existência de uma grande injustiça na sociedade norte-americana, uma desigualdade que permitia os ricos enriquecerem ainda mais através da exploração dos pobres. Ele concluiria que a razão para tal era uma consequência direta da própria estrutura do governo. Quando em 29 de julho de 1900, o rei Humberto I da Itália foi assassinado pelo anarquista Gaetano Bresci, Bresci diria à imprensa que ele teve que tomar este assunto em suas próprias mãos para o bem dos homens comuns. Sua ação inspiraria alguns libertários nos Estados Unidos. Em Bresci, Czolgosz encontrou um herói: um homem que teve a coragem de sacrificar a si mesmo pela causa. Tomando sua ação como exemplo, Czolgosz buscaria reproduzir sua ação o máximo possível, comprando o mesmo tipo de revólver Iver Johnson que Bresci havia utilizado. Quando fora preso, a polícia encontraria um jornal sobre Bresci dobrado em seu bolso.

## O assassinato de McKinley

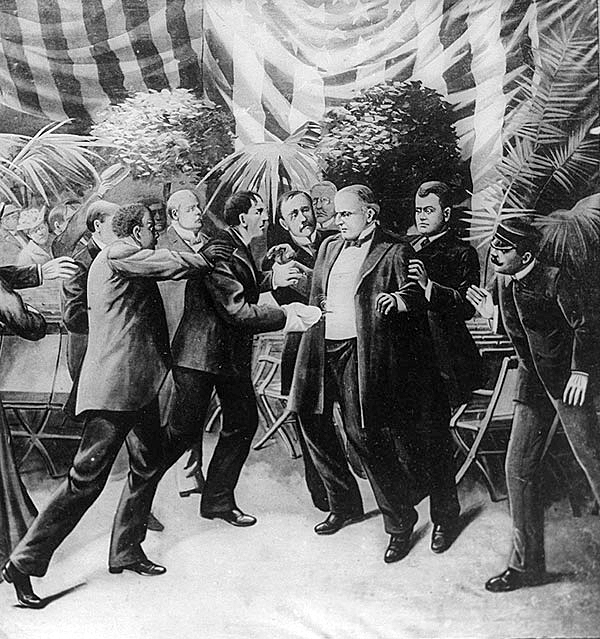
Desenho de reconstituição do assassinato de McKinley.

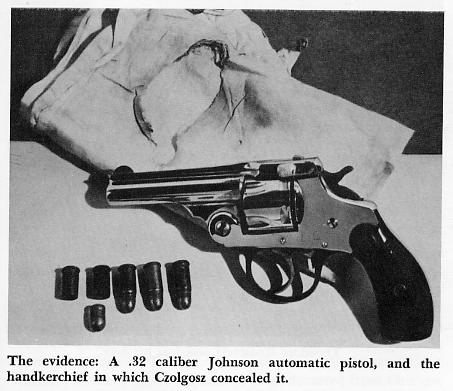
O revólver Iver-Johnson calibre 32 semiautomático utilizado na execução do presidente William McKinley.

Em 31 de agosto de 1901, Czolgosz se deslocou para Buffalo, Nova Iorque e alugou um quarto próximo à Exposição Panamericana, no teatro conhecido como Templo da Música.
Em 6 de setembro ele foi à exposição com um revólver Iver-Johnson calibre 32 "semiautomático" (número de série #463344) que havia comprado no dia 2 de setembro por 4 dólares e 50 centavos.[carece de fontes?] Com a arma encoberta por um lenço de bolso em seu paletó, Czolgosz se aproximou da procissão de McKinley, que permanecia na linha de recepção do lado de fora do Templo da Música cumprimentando o público por dez minutos. Às 16h07, Czolgosz alcançou a linha de recepção, McKinley estendeu sua mão para cumprimentá-lo; Czolgosz a empurrou para o lado e atirou duas vezes no peito do presidente à queima-roupa.
Os membros da procissão, juntamente com o público, imediatamente subjugaram Czolgosz, imobilizando-o antes da chegada da Quarta Brigada, ou da intervenção da Guarda Nacional. Czolgosz foi espancado tão duramente que muitos acharam que ele não aguentaria tempo suficiente para ser julgado.

## Julgamento

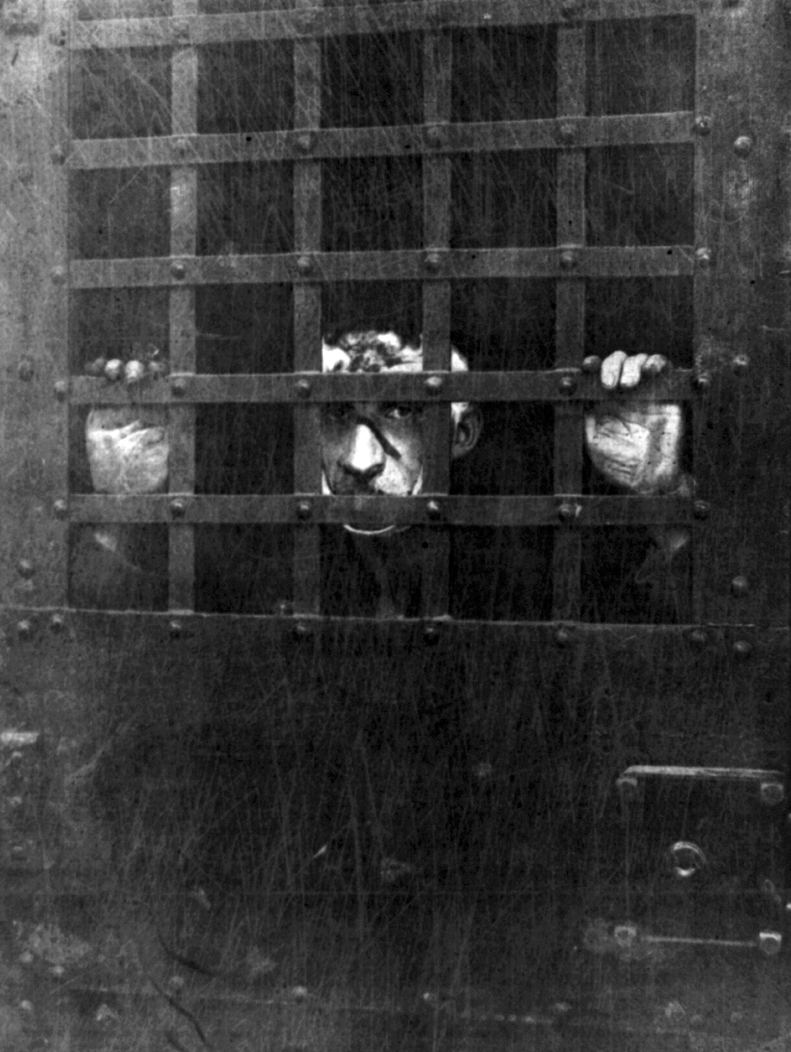
Primeira fotografia de Czolgosz na cadeia, logo após ser espancado por policiais.

Em 13 de setembro, o dia seguinte da morte de McKinley, Czolgosz foi transferido do quartel de polícia, que na ocasião estava sendo reformado, para a Penitenciária Feminina do Condado de Erie onde permaneceu até o dia 16. Depois disso Czolgosz foi transferido para a Cadeia do Condado de Erie antes de ser entregue para o Juiz Emérito deste condado. Após a acusação, foi transferido para a Prisão Estadual de Auburn.
Czolgosz foi submetido ao Julgamento Sumário de um Grande Júri. O processo durou oito horas ao todo, desde a seleção dos jurados até à definição da sentença. Os jurados falavam abertamente com seus guardas ao mesmo tempo em que recusaram qualquer contato com Robert C. Titus e Lorin L. Lewis, dois proeminentes advogados designados para sua defesa, ou com o especialista enviado para testar sua sanidade.
O promotor designado para o caso foi Thomas Penny, que junto com seu assistente Sr. Haller, tiveram uma performance "impecável". Apesar de Czolgosz ter assumido a autoria do crime desde o início se autodenominando "Culpado", o juiz que presidiu a seção optou por ignorar o autoveredicto, determinando-o como "Não Culpado" em seu nome.
Ele foi condenado e sentenciado à morte em 23 de setembro, em um julgamento breve que durou oito horas e meia da seleção dos jurados ao veredito que o condenava a morrer na cadeira elétrica. Ao retornar para a prisão de Auburn, Czolgosz perguntou ao diretor da prisão se isso significava que ele seria transferido para Sing Sing para ser eletrocutado, e pareceu muito surpreso ao saber que Auburn tinha sua própria Cadeira Elétrica.
Diferente dos assassinos de Abraham Lincoln e James A. Garfield Czolgosz foi julgado e seria executado sob autoridade estadual e não federal.

## Execução

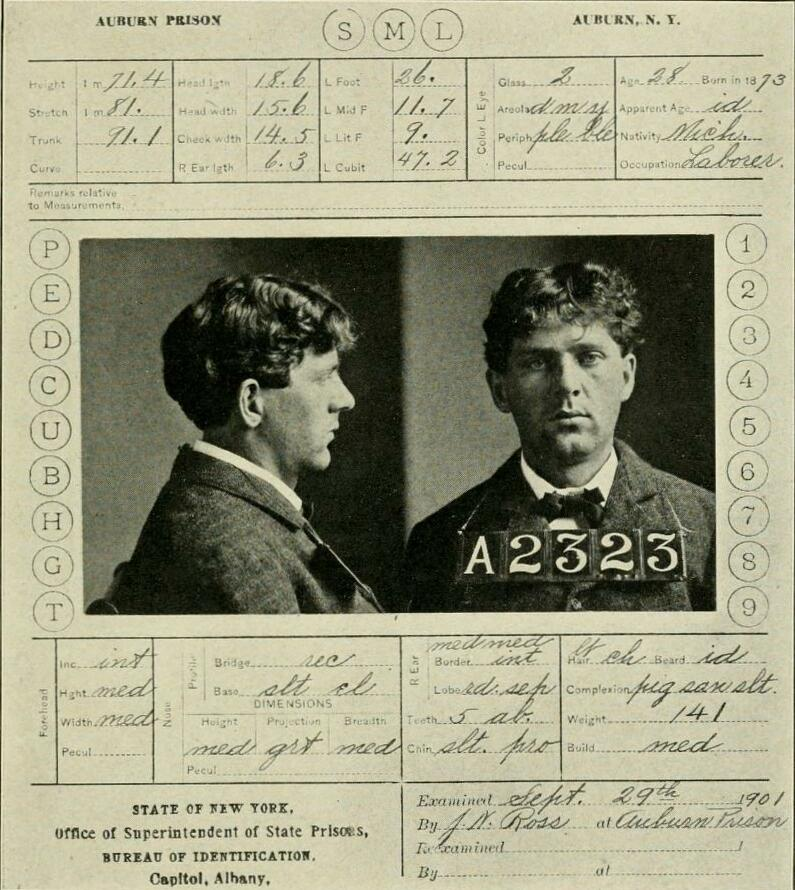
Cartão de prisioneiro de Czolgosz em Auburn.

No dia 29 de outubro de 1901 Leon Czolgosz foi eletrocutado pelo estado de Nova York, através de três eletrodos cada um com uma potência de 1 700 volts, na Prisão de Auburn em Auburn, Nova York. Seu irmão Waldek e seu cunhado Frank Bandowski assistiram à execução, no entanto quando Waldek pediu ao diretor da prisão o corpo do seu irmão para que recebesse os ritos de finado, foi informado de que "jamais lhe seria permitido retirá-lo de lá" já que uma multidão de gente poderia querer visitá-lo, então o corpo teria que ser enterrado no perímetro da prisão.
Antes da execução suas últimas palavras foram:
Eu matei o presidente porque ele era o inimigo da boa gente, dos bons trabalhadores. Não sinto remorso pelo meu crime.— Leon Czolgosz
Enquanto os guardas o prendiam na cadeira, contudo, ele disse entre os dentes cerrados:
Lamento não poder ter visto meu pai.— Leon Czolgosz
A versão encenada da eletrocussão de Czolgosz foi filmada 'como uma herança para a posteridade' pelo famoso cientista e inventor Thomas Edison, que também auxiliou na invenção da Cadeira elétrica.
Após sua morte uma grande quantidade de ácido sulfúrico foi atirado dentro de seu caixão para que seu corpo ficasse completamente desfigurado resultando em um processo de decomposição de apenas doze horas. As cartas que carregava consigo no momento do regicídio assim como suas roupas foram queimadas, com a intenção de que jamais ninguém conhecesse seus argumentos.
Emma Goldman foi presa sob suspeita de estar envolvida no assassinato, no entanto foi liberada já que não havia qualquer evidência que confirmasse esta suspeita.

## Czolgosz na atualidade

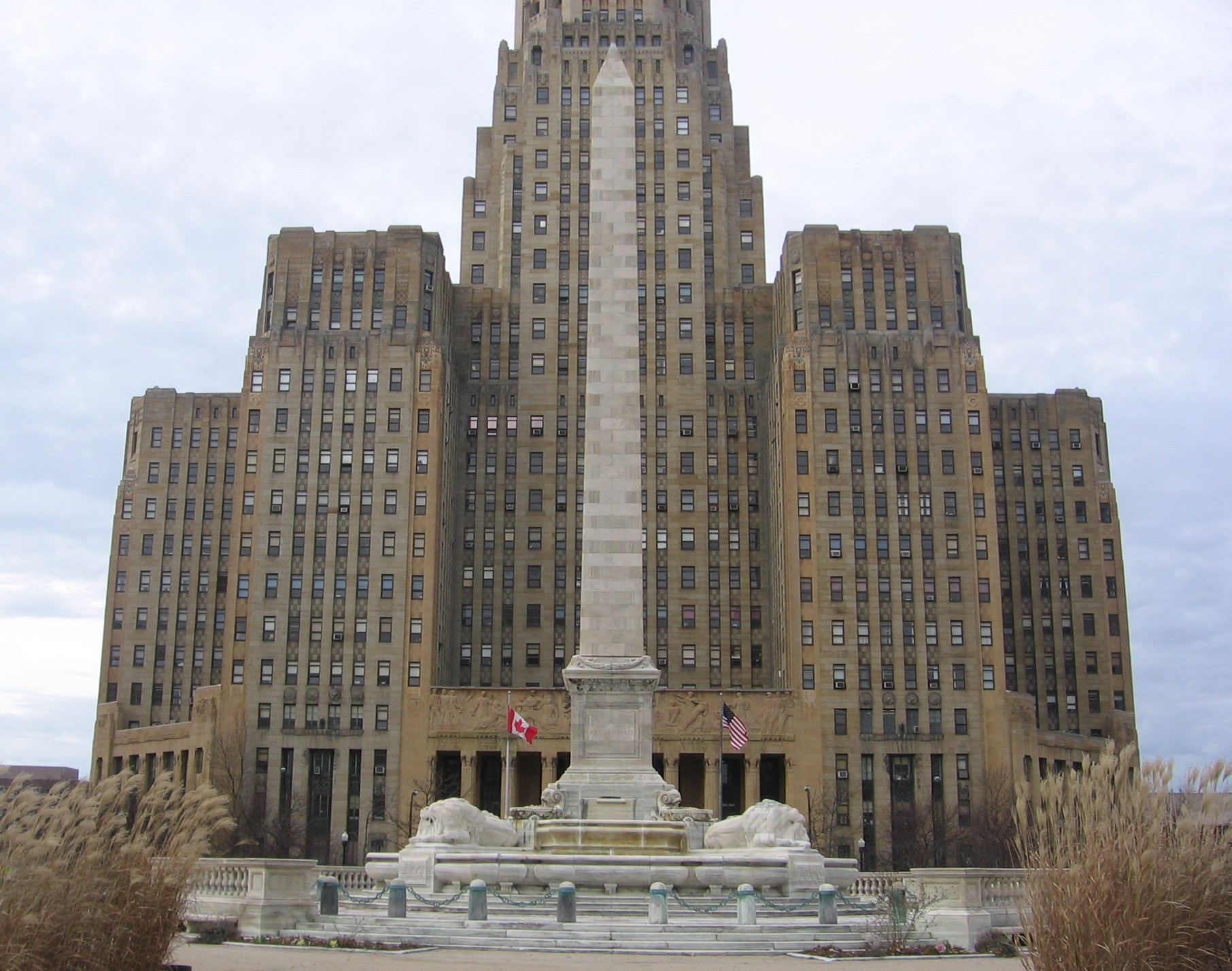
Monumento a McKinley em frente à prefeitura de Buffalo.

### Memorial e ação direta
- A cena do crime, o Templo da Música, foi demolido em Novembro de 1901. Existe hoje um marco no meio da rua Fordham, em um bairro residencial em Buffalo no ponto aproximado onde o evento ocorreu. A arma de Czolgosz faz parte do acervo da Exposição Pan-americana da Sociedade Histórica do Condado de Erie em Buffalo, Nova York.
- No Chile há um grupo anarquista denominado Forças Autônomas e Destrutivas León Czolgosz, o qual reivindicou a autoria de dois atentados à bomba, um contra a sede da Agência Nacional de Inteligência Chilena em 28 de janeiro de 2006, e outro contra a Embaixada do Reino Unido em 15 de julho de 2007, ambos os feitos ocorreram na cidade de Santiago do Chile.

### Literatura e cinema
- A história de Czolgosz foi ficcionalizada na peça teatral Americans, de Eric Schlosser.
- A história de Czolgosz,junto às dos outros 8 assassinos presidenciais, foi também tema do musical da Brodway Assassins de Stephen Sondheim e John Weidman. A história do executor do presidente MacKinley é contada na música A Ballad de Czolgosz.
- O antagonista da ficção de suspense American Quartet escrita por Warren Adler utilizou Czolgosz como inspiração para um assassinato em Washington D.C.
- O filme Slacker de Richard Linklater traz as últimas palavras de Czolgosz nas notas finais do lançamento do DVD.
- Uma versão ficcional de sua vida foi retratada em O Templo da Música de Jonathan Lowy.
- Ele é descrito em Montmorency's Revenge de Eleanor Updale.
- Existe uma banda anarco-punk em Boston chamada Czolgosz. (web.archive.org - czolgosz.com/)
- As atividades de Czolgosz no dia do assassinato são descritas na crônica ficcionalizada do século XX de Brian Josepher chamada What the Psychic Saw.
- Na refilmagem de 1995 de The Computer Who Wore Tennis Shoes um personagem se refere a Leon Czolgosz durante um programa televisivo de perguntas e respostas.